# 二本松提灯祭り

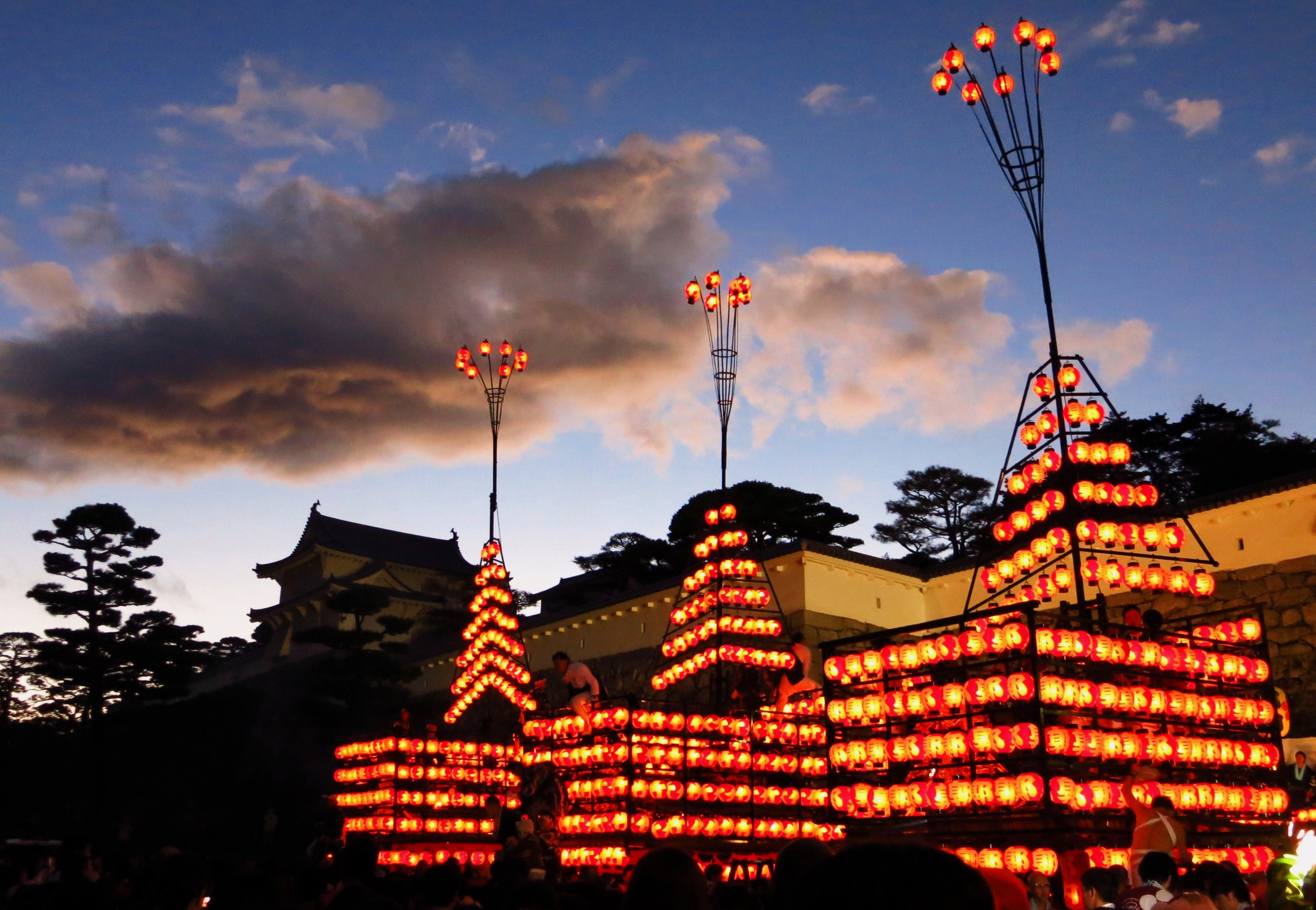
二本松の提灯祭り三町合同

二本松の提灯祭り（にほんまつのちょうちんまつり）は福島県二本松市にある二本松神社の例大祭。日本三大提灯祭りの一つに数えられており、その祭礼囃子は、福島県重要無形民俗文化財に指定されている。また2011年に祭り自体も福島県重要無形民俗文化財に指定された。
毎年10月の第一土・日・月に開催される。伝統360余年、7台の太鼓台（本町（もとまち）・亀谷町（かめがい）・竹田町・枩岡町(まつおか)・根崎町・若宮町・郭内（かくない））にそれぞれ300個余りの提灯をつけて町内を曳き回す。
同じ二本松藩内の同様な祭礼として、本宮市の安達太良神社（本宮明神）祭礼の太鼓台（北部先囃子、南部先囃子、東部太鼓台）、郡山市の安積国造神社（郡山八幡）祭礼、二本松市小浜の塩松神社祭礼（小浜の紋付祭り）、二本松市表地区の表提灯祭り、大玉村の玉ノ井神社の若桜会、町若連、福島市松川町の松川提灯祭りなどがある。

## 歴史・概要

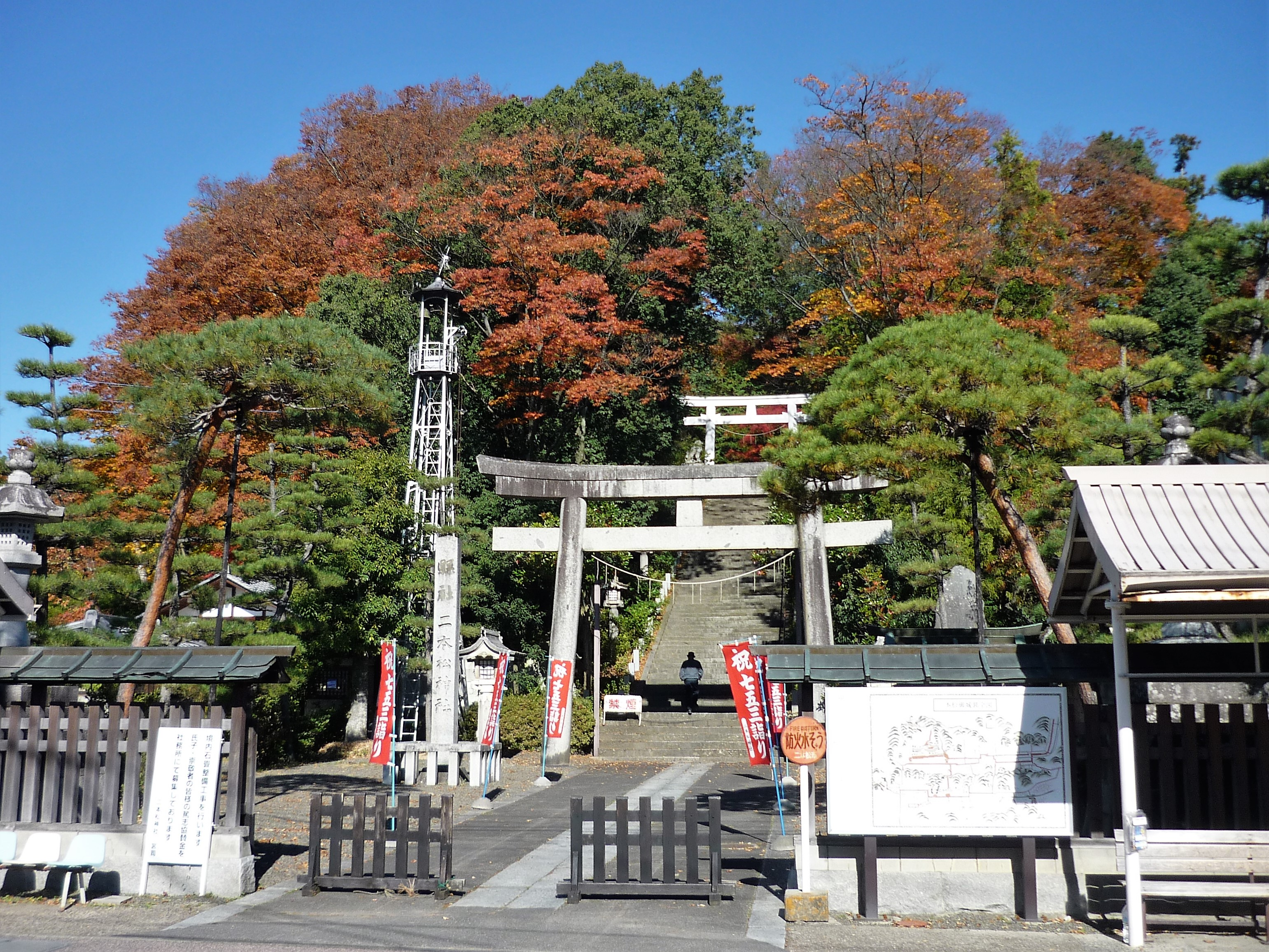
二本松神社

1643年（寛永20年）に織田信長の重臣丹羽長秀公の孫・丹羽光重公が二本松城（霞ヶ城）城主として二本松藩に入府。「よい政治を行うためには、領民にまず敬神の意を高揚させること」と考え、1664年（寛文4年）二本松藩総鎮守として二本松神社（御両社）をまつり、領民なら誰でも自由に参拝できるようにした。歴史書『相生集』によれば、根崎・竹田町の若衆が愛宕神社の神輿を担ぎ、神楽太鼓を奏して町々を練り歩いた。その姿に触発された本町・亀谷の若連が神輿を渡御したのが祭りの始まりといわれている。元禄時代は、踊り中心の祭りであったが、歌舞伎人形を飾る太鼓台（山車・曳山）が登場、1791年（寛政3年）の藩の「月番留書」には、本町・義経千本桜 人形四ツ、亀谷町・伊達競五ツ目切 豆腐屋の段 人形三ツ、竹田町・那須与市 人形弐ツ 馬壱疋、松岡町・記録なし、根崎町・驪山比翼塚 人形三ツ、若宮町・種ヶ島義臣の鏡 人形弐ツ 橋懸リ の記録が残されている。その後、化政文化の影響を受け、1819年（文政2年）には、現在の太鼓台の先代にあたる唐破風・裳階つきの太鼓台が登場、幕末に至る。このとき登場した太鼓台は藩の文書にははじめ「屋台」と記されていたが、時を経るにつれ「太鼓台」と呼ばれるようになった。藩政時代には、「明け6つに大手先（現在の二本松市立北小学校付近）に集合すること」との命も出されており、（旧暦）8月15日の中秋の月夜であっても足元を照らすために提灯が使われたと考えられる。現在祭礼に使用されている太鼓台は、明治20年代から大正までにかけて新造されたもので、以前のものは周辺地区へ売却。もと亀谷町の太鼓台は盆踊り屋台に改造されたものの、二本松市が所蔵。もと若宮太鼓台は隣村の大玉村が所蔵。いずれも非公開。また郭内は文字通り武家の宅地であったが、戊辰後解放され宅地化が進み、昭和33年から山車での参加を経て昭和37年に太鼓台を作成、現在に至る。
江戸時代は、（旧暦）8月14・15・16日が祭礼日で、藩主が二本松在府の年に開催（2年もしくは3年毎）され、明治期は旧暦に見合う新暦日（9月中旬から10月初旬まで）が祭礼日、2018年(平成30年）までの10月4・5・6日となったのは、二本松大火のあった1918年（大正7年）から。また、祭礼が毎年開催されるようになったのは、明治になってからのことである。奇しくも100回を10月4・5・6日で開催。2019年(令和元年)より、10月第一の土・日・月に変更された。
提灯（太鼓台）は、七町七台の太鼓台に約300個ずつの紅提灯が掛けられている。各町名の書かれた提灯に、二本松神社で採火された御神火を出発地へ運び、火が灯される。

## 祭囃子
各町内共通の、砂切（しゃんぎり・しゃぎり）という囃子と、各町内ごとに特色のある情緒的な囃子がある。
- 本町：砂切、角兵衛、角兵衛くずし、祇園、豊囃子
- 亀谷：砂切、角兵衛、角兵衛くずし、祇園、豊囃子、聖天、まんじゅくいで
- 竹田：砂切、角兵衛、祇園、豊囃子、岡崎
- 枩岡（松岡）：砂切、てんや、てんやくずし、豊囃子、聖天
- 根崎：砂切、角兵衛、祇園、祇園くずし、豊囃子、聖天、盆踊、かごまい
- 若宮：砂切、若囃子、てんや、てんやくずし、祇園、祇園くずし、一本囃子、聖天
- 郭内：砂切、角兵衛、きざみ、祇園、豊囃子、聖天

楽譜はなく、口伝で何代も伝えられてきた。小太鼓3、大太鼓1、鉦1、笛（複数）、鼓1（一部の町内のみ使用）の構成で演奏される。
最近になり音楽情報の録音が手軽にできるようになったことで練習もしやすくなりつつあるが、それはあくまでも個人練習に用いられ、基本的には囃子練習を定期的に行って伝承しているという点では変わりはない。
また、音楽大学出身者や高等学校の音楽科教員が若連の一員が若連として活動しているもあり、作曲法や記譜法を交えた譜面化を図っている若連も出始めてきている。これは単にメロディーとリズムに限らず、合いの手や「型」を視覚化することで、より具現性のある表現の補助的役割を担えるものとして今後の発展が期待される。
いずれにしても若連という特殊な環境の中で育ってきた音楽であることを考えると、伝承の確実な方法は若連内部で定められた分析方法で伝承されるのが今でもスタンダードであることに変わりはないのが実情である。

## 曳き廻しルート
1日目（土・旧4日）
昼間　各町内字廻り・呼び起こし
午後5時　御神火祭(二本松神社)
午後5時30分　出発式(亀谷ロータリー)
午後5時50分　出発
- 亀谷ロータリー→郭内ロータリー→竹田見付→根崎→竹田見付→竹田坂→亀谷坂→亀谷ロータリー→本町通り

午後9時15分ごろ　宮詰
- 本町通り→松岡・若宮通り→旧国道4号（警察署前通過）→本町通り→二本松駅前

午前12時30分　消灯
2日目（日・旧5日）
午前8時35分　出発
- 二本松駅前→旧国道4号線（警察署前通過）→松岡・若宮通り→本町通り

午前9時45分ごろ　宮詰
- 本町通り→亀谷ロータリー→郭内ロータリー→竹田見付→根崎

午後12時ごろ　根崎着
午後1時ごろ　根崎出発
- 根崎→竹田見付→竹田坂→亀谷坂→亀谷ロータリー

午後2時50分　解散式
午後4時ごろ　神輿還御(熊野宮は亀谷若連会
　　　　　　　　　　　　八幡宮は本町若連会
　　　　　　　　　　　　と松岡若連会が一年
　　　　　　　　　　　　ずつ交代で還御)
夜　各町内字廻り
3日目（月・旧6日）
三町合同曳き廻し
午後5時　出発式
午後5時45分　出発
- 箕輪門→北小学校前通過→郭内ロータリー→竹田坂下→竹田坂上

午後7時30分　竹田坂上着
- 竹田坂上→竹田坂下→根崎見付

午後8時30分　解散式
その後　字廻り
四町合同曳き廻し
午後5時　出発式
午後5時40分　出発
- 亀谷坂上→亀谷坂下→本町通り

午後6時30分　宮詰
- 本町通り→松岡通り→松岡

午後7時以降　各字（若宮・松岡・本町・亀谷の順に）お囃子演奏
- 松岡→若宮通り→若宮見付

午後8時30分　解散式
その後　字廻り